# Diecezja Willemstad
Diecezja Willemstad (łac.: Dioecesis Gulielmopolitanus, hol.: Bisdom Willemstad) – rzymskokatolicka diecezja karaibska położona w południowej części tego amerykańskiego terytorium. Obejmuje swoim zasięgiem: Bonaire, Curaçao, Sint Maarten, Sint Eustatius, Sabę i Arubę. Siedziba biskupa znajduje się w katedrze Matki Bożej Różańcowej w Willemstad.

## Historia
Diecezja Willemstad została utworzona w 1715 r. przez papieża Benedykta XIV jako prefektura apostolska Curaçao. 20 września 1842 r. została ona przekształcona w wikariat apostolski, a 28 kwietnia 1958 r. na mocy decyzji papieża Piusa XII w pełnoprawne biskupstwo.

## Biskupi

### Prefekci apostolscy (1715-1841)
- 1715–1841: brak danych

### Wikariusze apostolscy (1841-1958)
- 1841–1869: brak danych
- 1869–1886: bp Petrus Hendricus Josephus van Ewyk, O.P.
- 1886–1887: bp Ceslaus H. J. Heynen
- 1888–1896: bp Alphonsus M. H. Joosten
- 1897–1910: bp Ambrosius Jacobus J. van Baars, O.P.
- 1910–1930: bp Michael Antonio Maria Vuylsteke, O.P.
- 1931–1948: bp Pietro Giovanni Umberto Verriet, O.P.
- 1948–1956: bp Antonio Ludovico Van der Veen Zeppenfeldt, O.P.
- 1956–1958: bp Joannes Maria Michael Holterman, O.P.

### Ordynariusze(od 1958 r.)
- 1958–1973: bp Joannes Maria Michael Holterman, O.P.
- 1973–2001: bp Wilhelm Ellis
- 2001–2025 bp Luigi Antonio Secco, SDB

## Główne świątynie
- Katedra Matki Bożej Różańcowej w Willemstad
- Bazylika św. Anny w Curaçao